# Maria Bauer
Maria Bauer (* 6. Februar 1898 in Kusel; † 4. November 1995 ebenda) war eine deutsche Lehrerin und Schriftstellerin.

## Leben
Maria Bauer wuchs in Kusel auf. 1914 begann sie eine Ausbildung zur Lehrerin bei den Dominikanerinnen in Speyer, meldete sich jedoch bei Kriegsausbruch zum Lazarettdienst. 1917 legte sie ihr Examen ab und war danach an verschiedenen Schulen tätig. 1923 zog sie nach München und studierte dort Pädagogik, Philosophie und Germanistik, parallel absolvierte sie ihr Abitur. Als Hobby pflegte sie Bergsteigen. Während eines Studiensemesters in Marburg lernte Bauer Martin Heidegger kennen, bei dem sie in die Lehre ging. Mit dem philosophischen Thema „Mensch-sein heißt in-der-Zeit-sein“ promovierte sie 1927. Aufgrund der schwierigen wirtschaftlichen Verhältnisse kehrte sie bald nach Kusel zurück und nahm eine Lehrtätigkeit an der dortigen Volksschule auf. Maria Bauer war in dem Musikantenland auch entsprechend begabt und spielte Geige, Klavier und Orgel nebst einer konzertanten Stimme. Ebenfalls aus Kusel stammt der Tenor Fritz Wunderlich. Sie veranstaltete Singwochen und Musikfahrten, die in viele europäische Länder führten. Ab 1935 übernahm sie Pflegschaften von Soldatengräbern in ganz Europa. 1942 gab sie den Schuldienst auf, um als Soldatenheimschwester an die Front zu ziehen, für Soldaten in Gefangenschaft gründete sie eine 'Kleinstuniversität'. Nach dem Krieg unterrichtete sie wieder an der Volksschule. Maria Bauer wandelte sich in der Folge zu einer Reiseschriftstellerin und besuchte rund 35 Jahre fast alle Länder der Welt bis ins hohe Alter.
Ihr Bruder war der bekannte Bergsteiger Paul Bauer.

## Werke
- Späte Wanderungen, Reisen in China, Russland u. in Südwestafrika 1978–1985, sowie Aphorismen. Landau, Pfälzische Verlagsanstalt 1986.
- Unterwegs, Kusel/Pfalz, M. Bauer. 1976.
- Sieben Farben hat der Regenbogen. Neustadt/Wstr., Pfälz. Verl.-Anst.1971.